# スコピン
座標: 北緯53度49分 東経39度33分 / 北緯53.817度 東経39.550度

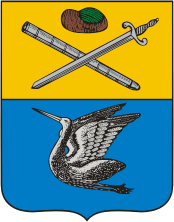
スコピンの紋章

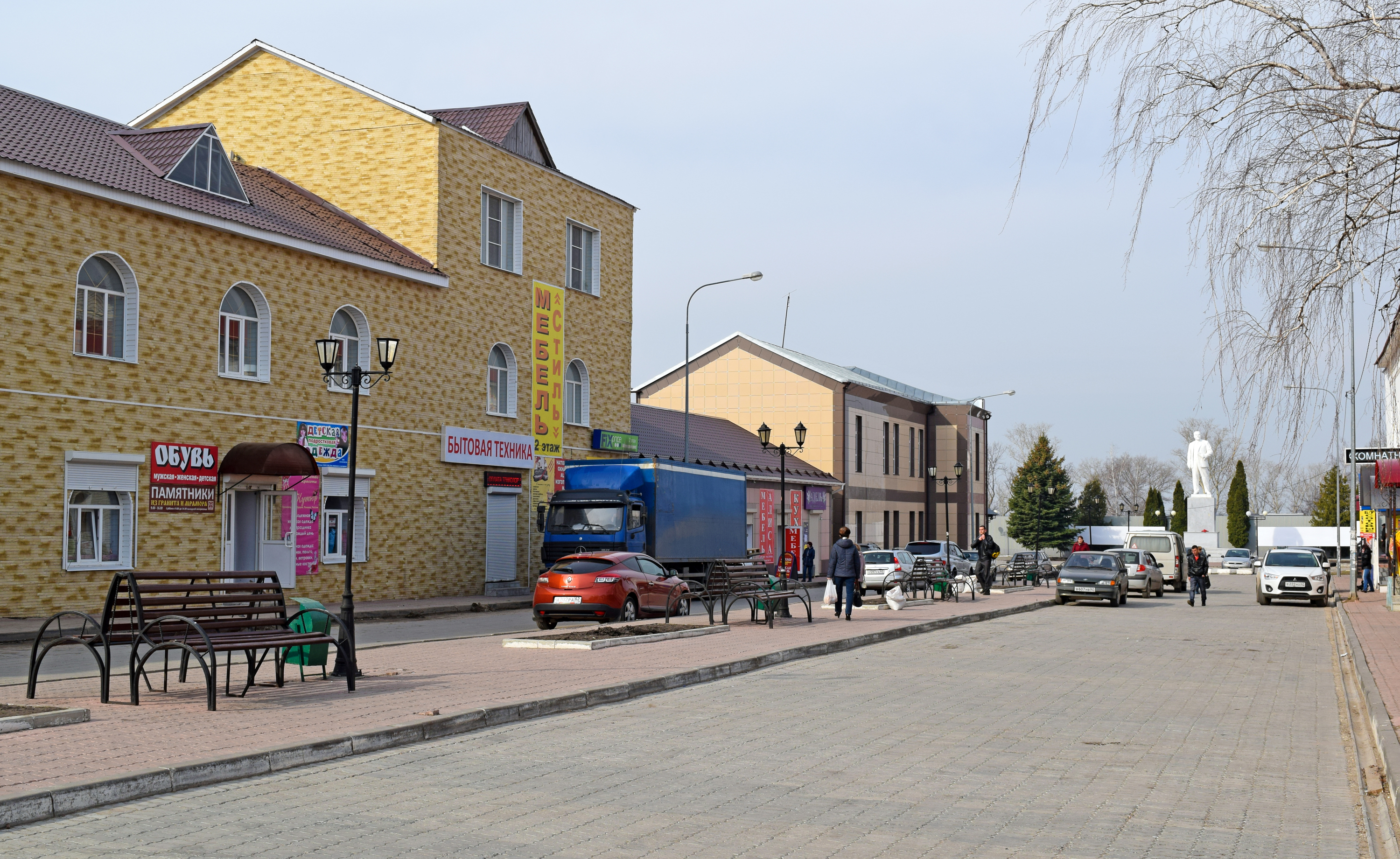

スコピン（ロシア語: Скопин; Skopin）は、ロシア連邦のリャザン州にある町。人口は2万5238人（2021年）。州都リャザンから南西へ109キロメートル。最寄りの町は27km北東にあるノヴォミチュリンスク。トゥーラ州ウズロヴァヤとリャザン州リャジスクを結ぶ鉄道も通る。オカ川水系のヴョルダ川沿いに建つ。

## 歴史
スコピンはリャザン州でも最古の町の一つと考えられている。今日のスコピンの近くには、リハレフスコエ・ゴロディシチェ（Лихаревское городище, Likharevskoye Gorodishche）という集落が12世紀頃にはあり、クマン人（ポロヴェツ）の侵入に対する要塞として堀や城壁をめぐらしていた。
スコピンは1663年にツァーリの命令で建てられた木造の要塞（クレムリ）を発祥とするが、モスクワ南方に設けられロシア・ツァーリ国を守った要塞線・逆茂木線（Great Abatis Border）の一部として1600年以前に既に存在したという見方もある。要塞周囲の集落（スロボダ）は17世紀末以降スコピンスカヤ・スロボダと呼ばれていたが、1778年にスコピンと改名され市の地位を与えられた。要塞自体は、ロシアの国境線が南方へ移動したため、18世紀には軍事的重要性を喪失している。

## 経済
19世紀後半にはスコピン近郊では褐炭の採掘がはじまった。この採掘はソ連崩壊直前の1989年まで続けられた。また耐火粘土がこの周辺に発見されたことにより、工芸品としての陶器生産でも知られるようになった。
今日のスコピンの主な産業は機械製造、軽工業、建材工業、食品工業などである。

## 姉妹都市
- ストリン、ベラルーシ 2014年